# ジョアブ・トーマス
ジョアブ・トーマス（Joab Langston Thomas、1933年2月14日 - 2014年3月3日）は、アメリカ合衆国の科学者。ペンシルベニア州立大学、ノースカロライナ州立大学、アラバマ大学の学長を歴任。

## 経歴
1933年2月14日、アラバマ州タスカルーサ郡ホルトに生まれる。アラバマ州フランクリン郡ラッセルビルで育つ。父Ralph Cage Thomasは町の教育長。母Chamintney Stovall Thomasは音楽教師。トーマスは、自身が強烈な個性を持つことができたのは両親・一人の兄弟・二人の姉妹を含む親族のおかげだと考えている
。
ハーバード大学で植物学を専攻、同大学より学士・修士・博士を授与される。
1961年よりアラバマ大学で生物学の教授を務める。教養学部副学部長を歴任。1969年、学生問題担当の副学長。1967年以降Omicron Delta Kappaメンバー
。
1976年、ノースカロライナ州立大学第9代総長。在職中、同大学の入学者数は25％増加し、初めて20,000人を超えた。また、獣医学部、経済・経営研究センター（Center for Economic and Business Studies）、ノースカロライナ・ジャパン・センター（North Carolina Japan Center）、コールドウェル・フェローズ奨学金プログラム（Caldwell Fellows scholarship program）の創設を監督した。1981年、総長を辞任。彼に関する手稿の一部は、D.H. Hill LibraryのNCSU Libraries Special Collections Research Centerに所蔵されている。
2009年、彼の名誉はThomas Hallに命名されることにより形として残った。
1981年、アラバマ大学に戻ってきたトーマスは同大学の学長に就任する（1988年まで）。学長在職中、同大学は研究資金を3倍に増やし、入学基準を引き上げ、コアカリキュラム及び全学的優等生特別プログラムを確立し、優秀な学生を集めるため学長奨学金プログラム（Presidential Scholars program）を開始した。
また、アラバマ大学附属樹木園（University of Alabama Arboretum）の拡張を支援し、同第2代園長を務める。1982年、レイ・パーキンスがベア・ブライアントの後任としてフットボール・コーチに就任したのも特筆すべき出来事である。1987年、パーキンスの後任としてBill Curryを採用。
1990年から1995年にかけてペンシルベニア州立大学学長を務める。同大学の歴史上最大の建築プログラム及びビッグ・テン・カンファレンス加盟を監督する。
Thomas Buildingは彼の功績と栄誉をたたえ命名された。
2014年3月3日、タスカルーサ郡タスカルーサにて自然死。享年81。妻のMarly Thomasと4人の子供及び13人の孫に看取られる。

## その他
Omicron Delta Kappa、Phi Beta Kappa、Sigma Xiのメンバーである。2001年、Omicron Delta Kappaは同ソサエティー最高の栄誉であるLaurel Crowned Circle Awardを授与した。
1976年以降、世界保健機関に関連する3つの研究機関の理事を務めた。すなわち国際ポテトセンター（ペルー）、国際食糧政策研究所（オランダ）、国際農業研究協議グループ（ケニア）である。年に何回かこれらの研究機関を現地訪問し、農学の権威らと面会している。ノースカロライナ州立大学、アラバマ大学、Stillman College、Trine Universityより名誉博士号を授与されている。
親日家でもあったトーマスは、アラバマ大学学長時代、日本ビクター社がタスカルーサ工場を建設した際、タスカルｰサ市と習志野市の姉妹都市連携を提案し、関係者と共に来日して、両市の間でこれを締結した。トーマスと親交のあった本田博は、2000年11月、フロリダ州Orlando市でアメリカ機械学会（ASME）主催のIMECE 2000に参加直後、タスカルーサ市の招請により同市議会において短く講演を行い、英文編著書”Working in Japan”(ASME Press 2000)を同市に寄贈した。翌日には、同市ロータリークラブ主催の昼食会に参加し、トーマスの後任である名誉学長らと会見した。2001年3月3日の夕刻、バーミンガム空港でトーマスの出迎えを受け、タスカルーサでトーマス夫妻と会食をした翌日、トーマスと本田博は共にアラバマ大学を訪問した。翌々日の3月5日には、同市Al DuPont市長を訪問し、習志野市との学生の交流レベルを高校生レベルから大学レベルへ引き上げる提案をし、後に両市から承認された。その後トーマスは本田博をトヨタ車に乗せ、バーミンガム空港へ向かい、そこで見送った。2001年9月11日の同時多発テロ事件の翌日、本田博は、ピッツバーグで行われたASME主催国際設計工学シンポジウムにおいてPlenary Lectureを行い、航空便がキャンセルされた中、タスカルーサ市アラバマ大学へレンタカーで向かい、翌日の2001年9月14日には、トーマスが創設した同学Honors Programの学生に秋学期最初の講義を行って、自ら大学レベルの交流の口火を切った。
1993年7月、ペンシルバニア州立大学学長として来日した際は、学士会館において開催されたペンステート同窓会において、次期日本ペンステート同窓会長本田博が、日本出身のレスリング部主将でオリンピックメダリストであった故内藤克俊の逸話にスピーチで触れた際、同選手のプラークの献呈やその他のスポーツ交流、さらに日本ペンステート同窓会支援スカラーシップの創設について、学長の側近から示唆があった。本田博は会長となり、これを受けた日本側関係者の支援もあって、1995年と1996年に、プラークの献呈とスカラーシップ創設の実現に至ったいきさつや経緯などが、ペンステート同窓会ニュースレターの記事  Message from Penn State President Joab Thomas and Message from the Chapter President Hiroshi Honda, Japan Chapter News (Penn State Alumni Association, February 1994) や、学士会会報の邦文 「アメリカの学術と教育の文化について思う」(No. 854, 平成17年（2005年) 9月1日号、125－137ページ)  により報告されている。

### 主著
- Laura F. Dean; Blanche E. Dean, Joab L. Thomas, Amy Mason (1983). Wildflowers of Alabama and Adjoining States. University Alabama Press. ISBN 081730147X
- J. Whitfield Gibbons; Joab L. Thomas, Robert R. Haynes (1990). Poisonous Plants and Venomous Animals of Alabama and Adjoining States. University Alabama Press. ISBN 0817304428
- Donald R. Noble, Joab L. Thomas, ed (1976). The Rising South (2 Volumes). University Alabama Press. ISBN 081735316X
- Joab L. Thomas (1961). The Genera Of The Cyrillaceae And Clethraceae Of The Southeastern United States. Arnold Arboretum. ASIN B00908JGSA（[13]）